# Komitet Narodowy Polski (1914–1917)
Komitet Narodowy Polski (KNP) – reprezentacja polityczna prawicowych stronnictw zaboru rosyjskiego popierających rozwiązanie sprawy polskiej w oparciu o Rosję, działająca w latach 1914–1917 w Warszawie i Piotrogrodzie.
Powstał 25 listopada 1914 roku w Warszawie. Mimo że zdołał skupić jedynie Stronnictwo Narodowo-Demokratyczne i Stronnictwo Polityki Realnej oraz sympatyzujące z nimi grono polityków bezpartyjnych uważał siebie za jedynego reprezentanta społeczeństwa polskiego wobec Rosji i jej aliantów. KNP za głównego wroga sprawy polskiej uznawał Cesarstwo Niemieckie i jej sprzymierzeńców. Uważał, że rezultatem toczącej się I wojny światowej będzie zjednoczenie ziem polskich pod berłem Romanowów, którzy nadadzą jej autonomię zgodnie z odezwą wydaną 14 sierpnia 1914 przez naczelnego wodza armii rosyjskiej wielkiego księcia Mikołaja Mikołajewicza. W ulotce z 25 listopada 1914 informującą o powstaniu Komitetu stwierdzano „Klęska Niemiec w tej walce – to nasze zwycięstwo. Na naszą postawę Rosja odpowiedziała (...) odezwą, zapowiadającą ziszczenie najświętszych naszych pragnień, zjednoczenie rozdartego ciała narodu, jego byt i rozwój swobodny”. Politycy KNP nie precyzowali ani zakresu owej autonomii ani też zasięgu terytorialnego mającego powstać państwa. Komitet przyjął patronat polityczny nad formowanym Legionem Puławskim mającym walczyć z państwami centralnymi w ramach armii rosyjskiej. Warszawski komitet zdecydowanie zwalczał zarówno Naczelny Komitet Narodowy w Krakowie jak Legiony Polskie walczące z Rosją u boku Austro-Węgier. 
Przewodniczącym Komitetu Narodowego Polskiego był realista Zygmunt Wielopolski, zaś prezesem jego Komitetu Wykonawczego endek Roman Dmowski. Członkami KNP byli: Zygmunt Balicki, Stefan Bądzyński, Stanisław Czekanowski, Seweryn Czetwertyński, Henryk Dembiński, ksiądz Marceli Godlewski, Jerzy Gościcki, Władysław Grabski, Jan Harusewicz, Wiktor Jaroński, Walenty Kamocki, Czesław Karpiński, Stanisław Leśniowski, Zdzisław Lubomirski, Marian Lutosławski, Józef Nakonieczny, Franciszek Nowodworski, Konstanty Broel-Plater, Maciej Radziwiłł, Jan Rudnicki, Jan Stecki, Ignacy Szebeko, Józef Wielowieyski, Stanisław Wojciechowski, Maurycy Zamoyski. 
Przed zajęciem Warszawy w sierpniu 1915 roku przez wojska niemieckie czołowi działacze Komitetu Narodowego Polskiego wyjechali do Rosji, kontynuując w Piotrogrodzie dotychczasową działalność polityczną. Do KNP wchodzili wówczas: Seweryn Czetwertyński, Władysław Grabski, Jerzy Gościcki, Jan Harusewicz, Wiktor Jaroński, Czesław Karpiński, Stanisław Kozicki, Stanisław Leśniowski, Marian Lutosławski, Franciszek Nowodworski, Maciej Radziwiłł, Antoni Sadzewicz, Władysław Sobański, Ignacy Szebeko, Zygmunt Wielopolski, Stanisław Wojciechowski oraz przebywający wtedy na zachodzie: Roman Dmowski, Konstanty Plater i Maurycy Zamoyski. Posłowie polscy do Dumy Państwowej Imperium Rosyjskiego z Litwy i Białorusi działali w Komitecie Narodowym Polskim niejawnie jako tzw. hospitanci. Byli to: Aleksander Meysztowicz, Feliks Raczkowski, Konstanty Skirmunt, Stanisław Łopaciński, hrabia Wawrzyniec Puttkamer, ks. Stanisław Maciejewicz, Witold Bańkowski. Hospitantami byli też redaktorzy: Zygmunt Wasilewski i Bohdan Wasiutyński.
W sierpniu 1917 Komitet Narodowy Polski stał się podstawą Rady Polskiej Zjednoczenia Międzypartyjnego.